# 템스 강어귀

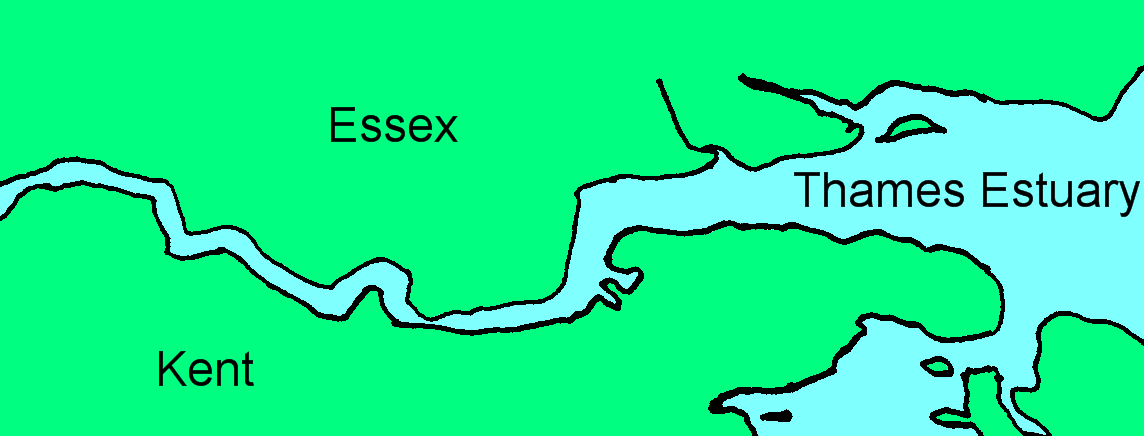
템스 강어귀

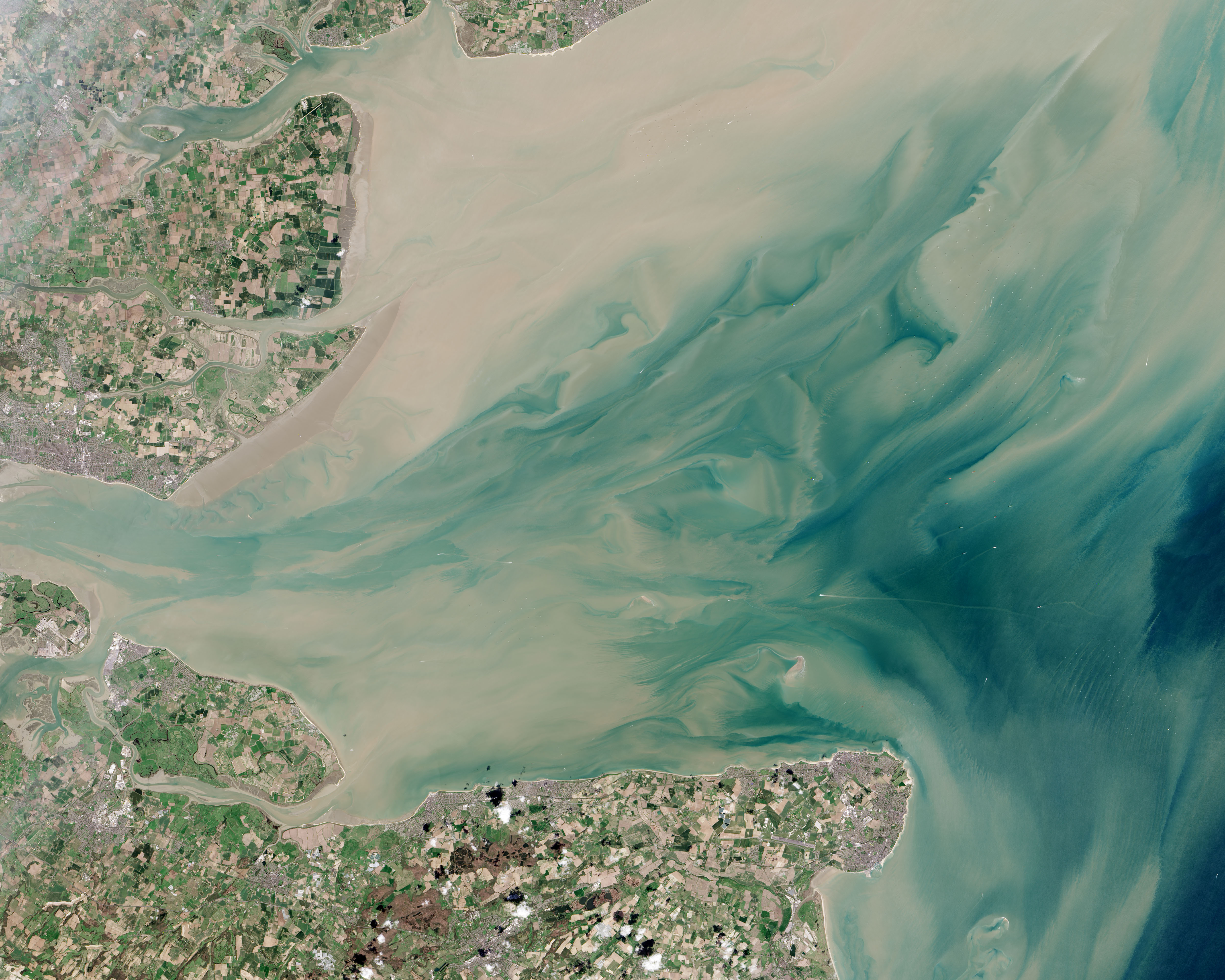
오퍼레이셔널 랜드 이미저의 위성 사진

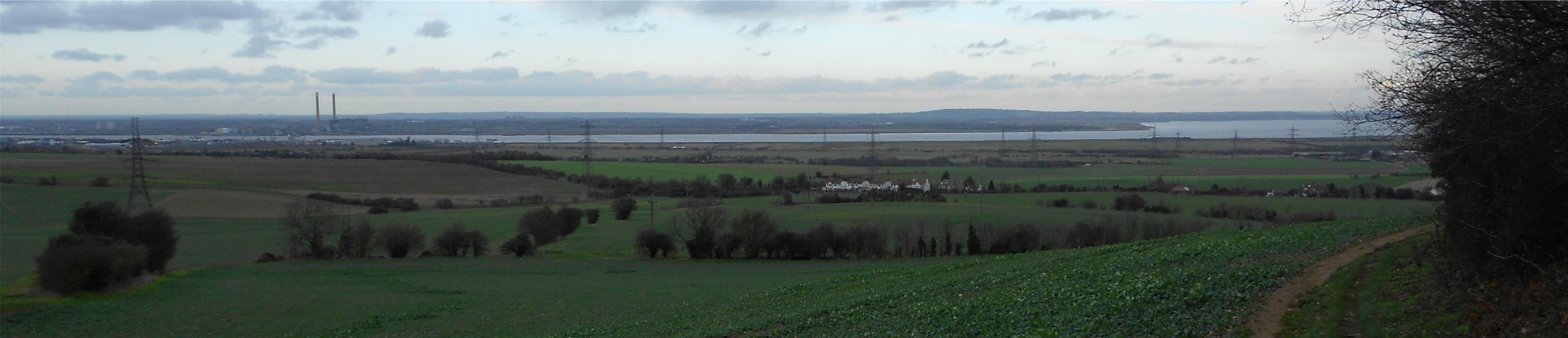
강에서 남쪽으로 4km 떨어진 숀에서 북쪽 방향으로 바라본 템스 강어귀 상부. 틸베리에서 머킹크리크까지
의 구간에 해당한다.

템스 강어귀 (Thames Estuary)는 템스강이 북해와 만나는 강어귀로, 그레이트브리튼섬 남동부에 자리해 있다.
템스 강어귀의 경계가 어디까지인지는 확실치 않다. 강 북부에 해당하는 에식스 주의 캔베이 섬 남쪽 지점인 '시 리치' (Sea Reach), 다른 말로 '켄트-에식스 해협'이라는 서쪽 경계가 존재하긴 한다. 하지만 타이드웨이 자체를 강어귀로 볼수도 있는데, 이렇게 되면 런던 남서부 테딩턴-햄 지역부터 강어귀가 시작되는 셈이다. 강어귀의 동쪽 경계는 수자원 조사 1882-9호에서 제안한 바 있는데, 켄트 주 머게이트 노스포어랜드에서부터 켄트 등대를 따라 에식스 주 하위치까지 직선으로 이어진다. 이 선은 템스 강어귀의 모래톱이 뻗어나갈수 있는 가장 먼 지점이기도 하다.
템스 강어귀는 그레이트브리튼섬 해안선에 위치한 170여개의 강어귀 중에서 가장 큰 축에 속한다. 배들이 지나갈 수 있는 주요 수송 경로 중 하나로서, 해마다 수천 척에 달하는 유조선, 컨테이너선, 벌크선, RORO선들이 런던 항과 셰어니스-채텀의 메드웨이 항, 그리고 런던 템스포트로 입항하기 위해 지나다니는 곳이다.
옛날에는 템스 강어귀를 지나다니는 수단으로 템스 범선이 활약했는데, 템스 강어귀의 환경에 맞게 작은 항구의 얕은 물도 감당하도록 설계되었다. 최근에는 영국에서 가장 큰 풍력 발전소 단지가 강어귀 내에 지어져 있다. 정확히는 켄트 주 헌베이에서 북쪽으로 8.5km 떨어진 위치에 자리한다. 이곳에는 30개의 풍력 발전기가 설치되어 총 82.4 밀리와트의 전기를 생산한다. 이보다 더 큰 1기가와트의 발전을 할 수 있는 런던 어레이 풍력발전단지도 현재 계획 중에 있다.
템스 강어귀 지역은 신공항 건설 부지로 수차례 기획됐던 지역으로, 기존의 히드로-개트윅 공항을 보조하거나 아예 대체하는 공항으로 계획되어 왔다. 1960년대에는 매플린 사주, 2002년에는 켄트 주 클리프가 공항 부지로 정해졌고, 현재는 민스터인셰피 바로 북쪽 강어귀에 인공섬을 조성해 그 위에 짓는 방식으로 계획되고 있다. 또한 다트퍼드의 교통정체를 해소하기 위한 로어템스 크로싱 도로가 강어귀를 가로질러 건설에 들어간 상태다.
이밖에도 템스 강어귀는 잉글랜드 남부의 핵심 개발 구역으로 지정된 '템스 게이트웨이'의 중심 지역으로 포함되어 있다.

## 그레이터 템스 강어귀
그레이터 템스 강어귀 (Greater Thames Estuary)라는 용어는 강어귀 자체를 감싸는 해안선과 저지대 섬들을 가리키는 데 쓰이는 말이다. 그레이터 템스 강어귀의 특징은 갯벌이 있고 저지대 해수욕장과 염생습지 (노스켄트 습지와 에식스 습지)가 형성되어 있다는 점이다. 강어귀 주변에는 웨틀랜드 방목지를 간척해 그 위에 인공 제방이 조성되어 있지만, 해수면 상승이 진행되면 수압을 덜기 위해, 조석 때마다 일부 땅을 일시적으로 범람시켜야 할 필요성이 생길 수 있다.
에식스 주에는 템스 강어귀보다 더 작은 하구들이 많은데 콜른 강, 블랙워터 강, 크라우치 강 등이 있다. 이곳 해안에 위치한 작은 마을들은 어업과 조선업, 요트 관광업에 수입을 의존한다. 셰피 섬, 파울니스 섬, 머지 섬도 해안선의 일부를 이루는 섬 중 하나다.
해안가와 접한 더 높은 지대에는 큰 도시가 몇 군데 위치해 있는데, 북쪽으로는 에식스 주 클랙턴온시, 강어귀 안쪽 부분에 자리한 헌베이와 사우선드온시 일대가 여기에 해당한다.

## 염분
런던을 통과하며 흐르는 템스강은 전형적인 강어귀를 가지고 있으며, 인공 제방으로 갇힌 침전 퇴적물이 쌓여 있다. 런던 중심부에서 남서쪽으로 십여 킬로미터 떨어진 테딩턴 구역은 템즈 강의 조류와 해류를 구분짓는 경계점이다. 다만 평균 염도가 매우 낮을 경우에 한해 템스 강의 민물은 동쪽으로 배터시까지 흘러가는 것으로 여겨지고 있고, 강어귀에 분포하는 어류종은 잉어, 황어, 농어, 민물꼬치고기 등 대부분 민물에서 사는 생물이다. 이보다 더 동쪽으로 가면 염도가 증가하고 민물 어류종은 광염성 해양어류종으로 전부 바뀌며, 그레이브센드에 이르러서는 수질 환경이 바로 인접한 북해와 같은 완전한 해수가 되고 광염성과 협염성 해양어류종이 공존하게 된다. 강에서 사는 수상식물과 무척추동물 역시 동일한 방식으로 종 교체가 이뤄지는 것으로 관찰되고 있다.

## 문화적 영향
조셉 콘래드가 살았던 스탠퍼드리호프는 에섹스 습지와 근접해 있다. 때문에 그의 작품 중 하나인 《바다의 거울》 (The Mirror of the Sea, 1906)은 템스 강에서 바라본 에섹스 습지를 인상적인 묘사로 풀어내고 있다. 또 콘래드가 쓴 《어둠의 심장》의 첫 장에서도 잉글랜드의 대탐험선이 출발했던 곳이자 고대에는 로마 제국이 브리튼 섬을 식민지화했던 지역으로 등장한다.
사투리
이 지역에 거주하는 사람들, 특히 켄트와 에섹스 지역 주민들이 쓰는 영어는 에스츄어리 영어라고 부른다. 런던 사투리보다 한층 덜한 액센트를 가진 사투리를 부르는 말로 쓰인다. 에스츄어리 영어는 런던 외곽의 수백 킬로미터 떨어진 지역까지 퍼져 있으며, 런던을 둘러싸고 있는 각 주마다 런던에서 이주해온 주민들이 살고 있기에 이들이 가지고 있던 런던 액센트가 이사간 지역의 액센트와 섞이는 것이다. 런던 액센트라는 용어는 의미가 다양하기 때문에 일반적으로는 잘 사용하지 않는 용어이다. 반면 에스츄어리 영어는 용인 발음과 다양한 런던 사투리가 섞인 혼성어를 의미하기에, 런던 근교의 신도시와 해안가 휴양지, 그리고 템스강어귀를 따라 자리한 도시와 마을에서 쓰인다고 해도 무방하다.